# Elementary OS
elementary OS (abbreviato eOS) è una distribuzione GNU/Linux per personal computer, basata su Ubuntu, simile nell'aspetto a macOS.

## Storia
La prima versione - basata su Ubuntu 10.10 che utilizzava l'ambiente desktop GNOME 2 - venne chiamata Jupiter ed è stata pubblicata il 31 marzo 2011. La prevendita per ordinare il CD contenente Jupiter è stata resa disponibile sul sito di Elementary OS a partire dall'11 gennaio 2011
La seconda versione denominata Luna, è basata sulla versione 12.04 di Ubuntu, distribuita il 14 novembre 2012 ed è possibile scaricarla dal sito ufficiale. La versione finale di Luna è stata distribuita l'11 agosto 2013. Nel 2014 iniziò lo sviluppo per la versione successiva, intitolata dapprima Isis e poi rinominata in Freya per evitare l'omonimia con l'organizzazione terroristica Stato Islamico, di cui una prima versione beta venne pubblicata nel giugno dello stesso anno. La versione definitiva di Freya (con numerazione 0.3) è stata pubblicata l'11 aprile 2015. Nel 2015, gli sviluppatori hanno modificato la pagina di download con impostazione predefinita su un importo monetario prima di fornire un download HTTP diretto per l'attuale versione stabile. Nonostante il fatto che l'utente potesse specificare qualsiasi importo, o addirittura nessun importo, ha suscitato polemiche su come tali pratiche non siano tipicamente percepite come in linea con le filosofie di distribuzione FOSS. Il team del sistema operativo elementare ha difeso l'azione affermando che "Circa il 99,875% di quegli utenti scarica senza pagare", e che è necessario per garantire il continuo sviluppo della distribuzione. Nel settembre 2016 è uscita la versione 0.4 Loki - basata su Ubuntu 16.04 - nonché la prima a supportare solo i PC x86-64.
Nell'ottobre 2018 è stata lanciata la versione 5.0 Juno, basata su Ubuntu 18.04 LTS. Il salto di versione da 0.4 a 5.0 è dovuto all'ormai maturità del SO, più stabile rispetto alle release precedenti; il ramo di sviluppo tale ultima versione ha introdotto il nuovo gestore degli accessi al desktop denominato greeter e aggiunto il supporto al formato flatpak.
A fine gennaio 2023 è uscita la versione 7.0 Horus

## Caratteristiche
È una distribuzione orientata verso la semplicità, ma allo stesso tempo anche al minimalismo, anche grazie alla scarsa possibilità di personalizzazione grafica, basata sulle versioni LTS di Ubuntu, delle quali utilizza i repositories, più altri specifici. Peculiarità è l'uso di un ambiente desktop appositamente creato, chiamato Pantheon, i cui principali componenti sono il menù Slingshot ed un pannello superiore detto Wingpanel e la dock Plank (una versione semplificata di docky), mentre come display manager utilizza LightDM. Presenta inoltre molte applicazioni appositamente sviluppate, come AppCenter (in sostituzione dell'Ubuntu Software Center dall'uscita 0.4 Loki). Files (il file manager), Birdie (un client per messaggistica istantanea), e Screenshot (per catturare schermate dal desktop). Oltre che ad usare GTK, molte parti della distribuzione sono scritte in Vala. Supporta inoltre l'avvio da PC con bios UEFI, introdotto con la versione 0.3. Come window manager utilizza Gala, una versione modificata di Mutter, mentre come installer utilizza Ubiquity.
Il sistema operativo può essere eseguito direttamente avviandolo in modalità Live CD (sebbene con una perdita di prestazioni), permettendo così agli utenti di provare la distribuzione ed eventualmente scovare delle incompatibilità hardware o mancanza di drivers prima di avviare il programma di installazione, anche se non è tuttavia presente uno strumento per l'avanzamento automatico di versione. La distribuzione può risiedere in un DVD, e richiede un minimo di 1 Gigabyte di memoria RAM, ed scaricabile via HTTP e torrent; non è previsto l'avanzamento automatico di versione, pertanto bisognerà installare la versione più recente da un supporto fisico hardware.

## Dotazione software

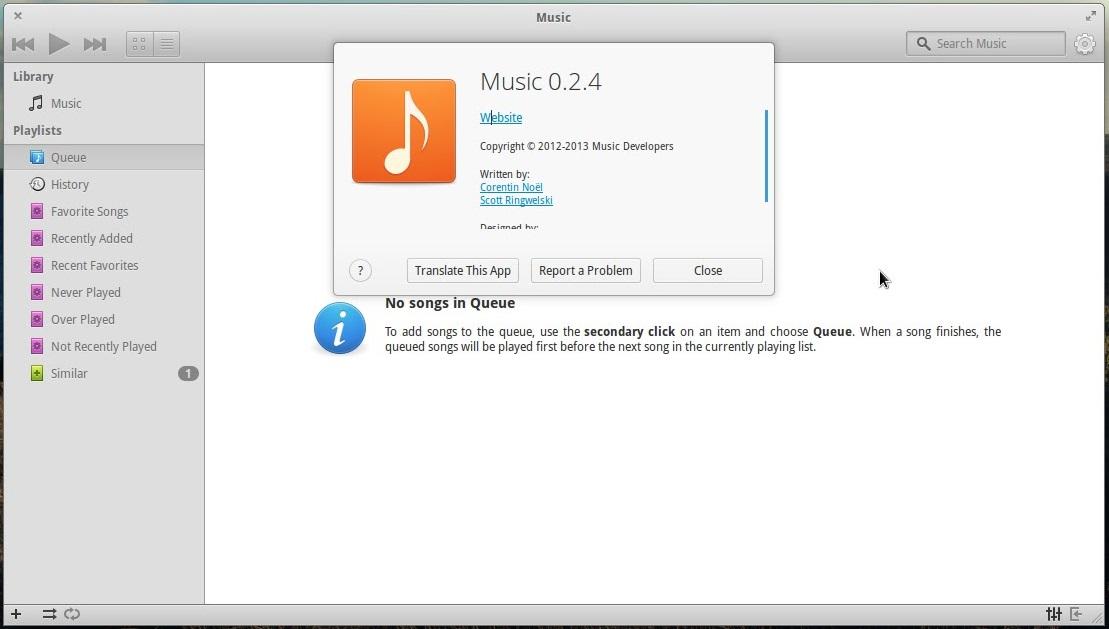
Music, riproduttore musicale installato di default.

Tra i programmi installati in modo predefinito ci sono una serie di programmi sviluppati specificatamente per il sistema operativo, come:
- AppCenter - Applicazione per l'installazione dei programmi da repository.
- Mozilla Firefox - Browser web
- Mail - Client di posta elettronica
- Photos - Visualizzatore di fotografie ed immagini
- Birdie - Client per messaggistica istantanea
- Music - Lettore musicale
- Calendar - Calendario
- Files - File manager

## Requisiti minimi di sistema
Gli sviluppatori consigliano almeno i seguenti requisiti di sistema:
- Processore Intel Core i3 a 64 bit o comparabile dual-core a 64 bit;
- 4 GB di RAM;
- 32 GB di spazio libero su disco rigido; un SSD è raccomandato:
- Accesso ad internet;
- Risoluzione video 1024×768.

## Versioni
Tutte le versioni sono basate sulle Ubuntu LTS (Long Term Support ossia supporto a lungo termine) ad eccezione della prima Jupiter.
La versione corrente è la 8.0 chiamata Circe.
| Versione | Nome    | Data uscita | Base             |
| -------- | ------- | ----------- | ---------------- |
| 0.1      | Jupiter | 31/03/2011  | Ubuntu 10.10     |
| 0.2      | Luna    | 10/08/2013  | Ubuntu 12.04 LTS |
| 0.3      | Freya   | 11/04/2015  | Ubuntu 14.04 LTS |
| 0.3.1    | Freya   | 04/09/2015  | Ubuntu 14.04 LTS |
| 0.3.2    | Freya   | 10/12/2015  | Ubuntu 14.04 LTS |
| 0.4      | Loki    | 09/09/2016  | Ubuntu 16.04 LTS |
| 0.4.1    | Loki    | 18/05/2017  | Ubuntu 16.04 LTS |
| 5.0      | Juno    | 16/10/2018  | Ubuntu 18.04 LTS |
| 5.1      | Hera    | 03/12/2019  | Ubuntu 18.04 LTS |
| 6.0      | Odin    | 11/08/2021  | Ubuntu 20.04 LTS |
| 6.1      | Jólnir  | 20/12/2021  | Ubuntu 20.04 LTS |
| 7.0      | Horus   | 31/01/2023  | Ubuntu 22.04 LTS |
| 7.1      | Horus   | 03/10/2023  | Ubuntu 22.04 LTS |
| 8.0      | Circe   | 26/11/2024  | Ubuntu 24.04 LTS |

| Colore | Significato                           |
| ------ | ------------------------------------- |
| rosso  | Vecchia versione (non più supportata) |
| giallo | Vecchia versione (ancora supportata)  |
| verde  | Versione corrente                     |
| blu    | Versione in sviluppo                  |